# Hans Ebeling Koning
Johannes Gerardus (Hans) Ebeling Koning (Bilthoven, 1 april 1931 – juli 2023) was een Nederlands kunstschilder, tekenaar en graficus.

## Leven
Ebeling Koning studeerde van 1952 tot 1956 aan de Academie voor Kunst en Industrie (AKI) te Enschede en was tussen 1960 en 1987 docent tekenen en schilderen aan deze academie. Hij heeft les gegeven aan onder anderen Caspar Berger, Wim Izaks, Paul Silder, Jos Boomkamp en Albert Bouhuis. De schilder en tekenaar Koen Ebeling Koning is zijn zoon.
Ebeling Koning woonde en werkte achtereenvolgens in Diepenveen (1932-1956), Amsterdam en Den Haag (tot 1962), Enschede (tot 1976), Deventer (tot 1985), Epse (tot 2002) en Gasselte (vanaf 2002). In 1981 maakte hij een fietstocht door de Verenigde Staten en reed vijfduizend kilometer vanuit Oregon naar New York. Zijn stamgalerie was vele jaren achtereen galerie Espace (van Eva Bendien en Rutger Noordhoek Hegt) in Amsterdam.
Hij overleed op 92-jarige leeftijd.

## Werk
Hans Ebeling Koning maakte pentekeningen in Oost-Indische inkt, gouaches op papier en olieverfschilderijen op doek. Zijn grafisch werk bestaat vooral uit zeefdrukken. Hij tekende en schilderde naar de waarneming en maakte voorstudies voordat hij aan een schilderij begon. Hij schilderde onder andere stillevens, bloemen, landschappen en bosgezichten. Het uiteindelijke beeld was meestal tamelijk abstract met figuratieve elementen. In zijn vroegere werk speelden menselijke figuren nog een anekdotische rol, dit verdween uit het latere werk. Hij wantrouwde virtuositeit en 'het grote gebaar'.
In de jaren zestig maakte hij werk dat aan popart doet denken. Het idee van de Nulbeweging om bij het maken van kunst alles wat je al van kunst meent te weten uit te bannen, sprak hem aan. Tot zijn voorbeelden behoort de schilder Marsden Hartley.
Hij heeft het boekje Stadverbranden - over de stadsbrand van Enschede in 1862 - van Johan Buursink typografisch verzorgd en geïllustreerd.
Zijn schilderijen bevinden zich in particulier bezit, bedrijfscollecties en in het Museum De Waag in Deventer.

## Prijzen
- 1997 Jeanne Oosting Prijs voor de schilderkunst[4]
- 1994 Gelderland Biënnale, SNS Gelderland Kunstprijs
- 1961 Geraert ter Borchprijs (eervolle vermelding)

## Museale tentoonstellingen
Een keuze uit zijn tentoonstellingen:
- 2025 Rijksmuseum Twente te Enschede: Ik teken en schilder, iets anders is er niet[5]
- 2025 Villa De Bank, Enschede Ebeling Koning, tekeningen
- 2011 Stedelijk Museum Schiedam: All About Drawing; 100 Nederlandse Kunstenaars
- 2008 Villa De Bank, Enschede Ebeling Koning en Frieling
- 2003 Museum De Fundatie, Heino: De Seizoenen
- 2001 Stedelijk Museum, Zwolle: Natuurlijkmens
- 2000 Museum Henriette Polak, Zutphen: Vormen van figuratie
- 1998 Gemeentemuseum, Den Haag:
- 1997 Rijksmuseum Twente te Enschede: Zomeropstelling
- 1994 Gemeentemuseum, Arnhem: Biënnale Gelderland
- 1992 Bergkerk, Deventer: Overzichtstentoonstelling
- 1991 Museum De Waag, Deventer: Kunstaankopen Gemeente Deventer
- 1989 Stichting De Bank, Enschede
- 1980 Gemeentelijke Kunstzaal, Hengelo Schilderijen
- 1976 Stedelijk Museum, Amsterdam: 11 Schilders